# Trnkov
Trnkov est un village de Slovaquie situé dans la région de Prešov.

## Histoire
Première mention écrite du village en 1330.

## Démographie

### Évolution de la population
| Année:               | 1994. | 2004.    | 2014.    | 2024.    |
| -------------------- | ----- | -------- | -------- | -------- |
| Nombre de personnes: | 181   | 207      | 228      | 333      |
| Différence:          |       | +14,36 % | +10,14 % | +46,05 % |

| Année:               | 2023. | 2024.   |
| -------------------- | ----- | ------- |
| Nombre de personnes: | 308   | 333     |
| Différence:          |       | +8,11 % |